# La montagna dei sette falchi
La montagna dei sette falchi, o La montagna dei 7 falchi, (Red Mountain) è un film del 1951 diretto da William Dieterle.